# Lesjaskog Station
Lesjaskog Station (Lesjaskog stasjon) var en jernbanestation på Raumabanen, der lå i Lesja kommune i Norge.
Stationen åbnede sammen med den første del af banen fra Dombås til Bjorli 19. november 1921. Banen blev åbnet i sin fulde længde 30. november 1924, og ved samme lejlighed blev Lesjaskog nedgraderet til holdeplads. Den blev yderligere nedgraderet til trinbræt 1. september 1964. Betjeningen med persontog ophørte 29. maj 1988, og 27. maj 1990 blev stationen nedlagt.
Stationsbygningen blev opført efter tegninger af Gudmund Hoel og Bjarne Friis Baastad. Den blev revet ned i 1989.